# Fritz Ribot
Fritz Ribot (* 20. August 1852 in Schwabach; † 27. Juli 1914 ebenda) war ein deutscher Fabrikant und Politiker.

## Werdegang
Ribot war Fabrikbesitzer in Schwabach. Von 1896 bis 1907 diente er als Vorsitzender des Gemeindekollegiums der Stadt. Im Mai 1907 wurde er im Wahlkreis Schwabach in die Kammer der Abgeordneten des Bayerischen Landtags gewählt. Er gehörte der liberalen Vereinigung an. Noch im gleichen Jahr, am 14. November 1907, gab er sein Mandat auf. 1900 war er Mitbegründer des Verbandes bayrischer Seifensieder.

## Ehrungen
- 2. Dezember 1907: Ehrenbürger der Stadt Schwabach
für sein vorbildliches Wirken im Amt des Vorsitzenden des Gemeindekollegiums auf allen Gebieten des gemeindlichen Lebens.
- Ernennung zum Kommerzienrat